# Миронович, Георгий Александрович
Георгий Александрович Миронович (18 апреля 1900 — 20 июля 1945) — российский и советский военный деятель, участник Гражданской и Великой Отечественной войн, командир 124-й танковой бригады, командующий БТ и МВ Северной группы войск Дальневосточного фронта, полковник (06.06.1942).

## Биография

### Начальная биография
Родился 23 апреля 1900 года (в послужном списке указана дата 18 апреля) в городе Двинске Витебской губернии (ныне г. Даугавпилс, Латвия). Русский.Член ВКП(б) с 1932 г. Образование. Окончил 1-е Московские пулемётные курсы (1921), Харьковскую повторную школу среднего комсостава (1923), химические КУКС в Москве (1926), Ленинградские БТ КУКС (1931), заочно 2 курса ВА им. Фрунзе (1941).

### Служба в армии
В РККА с июня 1918 года. С июня 1918 г. - красноармеец в караульной роте, пом. делопроизводителя в Псковском уездном военкомате.
С августа 1921 года - командир пулемётного взвода 55-го отдельного стрелкового батальона на Восточном фронте РККА. С февраля 1922 года - помощник командира бронемашины и командир бронемашины 49-го и 5-го автоброневых отрядов, командир бронезвена и начальник химической службы 11-го автоброневого дивизиона, командир разведывательной роты 24-й стрелковой дивизии, помощник начальника автошколы 17-го стрелкового корпуса, командир батальона и начальник штаба 4-го танкового полка (Харьковский ВО, с июня 1922 года - Украинский военный округ). С марта 1934 года - начальник штаба 22-го механизированного полка 22-й кавалерийской дивизии (Забайкальский военный округ). С августа 1938 года - преподаватель тактики Ленинградских бронетанковых курсов усовершенствования и переподготовки комсостава.

### В Великую Отечественную войну
С 24 июня 1941 года - Помощник начальника оперативного отдела АБТУ Северного фронта. 
С 26 августа 1941 года - помощник начальника оперативного отдела Авто-бронетанкового управления Ленинградского фронта. Отличился в боях на Пулковских высотах. Награждён орденом Красной Звезды (17.10.1942).
С ноября 1941 года - старший помощник начальника 1-го отделения Авто-бронетанкового отдела 23-й армии. 
С января 1942 года - Заместитель командира 124-й танковой бригады, воевал в составе войск 54-й армии на волховском направлении. 8 февраля 1942 г. подчинена 8-й армии Ленинградского фронта. 12 февраля 1942 г. переподчинена 54-й армии Ленинградского фронта. 7 июля 1942 года в составе 54-й армии подчинена Волховскому фронту.
С 24 по 28 мая временно командовал 124-й танковой бригадой. 18 июля 1943 года 124-я танковая бригада на основании Приказа НКО № 00106 от 21.06.1943 года переформирована в 124-й отдельный танковый полк. 
С 31 июля 1942 года - Заместитель начальника АБТО по боевому использованию и применению танков 54-й армии. 
С 24 августа 1942  года - Заместитель командующего по танковым войскам 2-й ударной армии Волховского фронта. 
С 19 февраля 1943 года - командующий БТ и МВ 2-й ударной армии Волховского фронта. 
С 23 апреля 1945 года - зачислен в распоряжение Управления кадров БТ и МВ Красной армии, 
В мае 1945 года убыл на Дальневосточный фронт и приказом от 6 июня 1945 года назначен командующим БТ и МВ Северной группы войск Дальневосточного фронта. 
Погиб 20 июля 1945 года в авиакатастрофе. Похоронен в братской могиле парка им. М. Горького в городе Николаевске-на-Амуре.

## Награды
- Орден Ленина (21.02.1945)[6]
- Орден Красного Знамени (21.02.1944)[7]
- Орден Красного Знамени (05.10.1944)Информация из учётной карточки награждённого в электронном банке документов «Подвиг народа».
- Орден Красного Знамени (1945)Информация из учётной карточки награждённого в электронном банке документов «Подвиг народа».

- Орден Красной Звезды (17.10.1942)[1]
- Медаль «За оборону Ленинграда»
- Медаль «За победу над Германией в Великой Отечественной войне 1941—1945 гг.» (9 мая 1945[8])

## Память
- Его имя увековечено в Главном Храме Вооружённых сил России, и навсегда запечатлено на мемориале «Дорога памяти»
- На могиле установлен надгробный памятник